# Louis Adolphe Beugniet
Louis Adolphe Beugniet, né le 16 décembre 1820 à Versailles et mort le 8 août 1893 à Paris (9e), est un marchand d'art parisien du XIXe siècle.

## Biographie
En 1842 Adolphe Beugniet, avec l'aide de sa femme Félicité Quezé, ouvre au 10 rue Laffitte à Paris une galerie d'art (au rez-de-chaussée) et un magasin d'encadrements et de restauration (à l'étage). Avec le succès, en 1848, il déplacera sa galerie au numéro 18. Le numéro 16 sera occupé dès 1867 par la deuxième galerie de Paul Durand-Ruel.
Dur en affaires, il affirme dans une lettre à Nadar qu'un artiste ne donne le meilleur de lui-même que lorsqu'il est pauvre, qu'il se débat dans les difficultés, et que son œuvre perd de sa qualité, de sa spontanéité, de sa vigueur, dans la réussite. Sa galerie deviendra vite célèbre. Il y expose des artistes dont la réputation était déjà établie :  Eugène Delacroix, qu'il représentait, Joseph Meissonnier, Jean-François Millet, Henri-Joseph Harpignies, Honoré Daumier, Charles-Joshua Chaplin, Jongkind, Edgar Degas (vers 1880), Pierre-Édouard Frère, Félix Ziem et beaucoup d'autres moins connus, avec qui il entretint une abondante correspondance. Beaucoup de peintures et dessins que l'on retrouve dans les ventes portent ainsi sa griffe, l'estampille de sa galerie ou quelque dédicace adressée par un artiste. Il avait même pris l’habitude de remettre des palettes d’ateliers ou des boîtes de couleurs aux peintres, car au 19e siècle, il n'était pas rare qu’un peintre offre sa palette historiée d’un motif qui le représente bien. C’est ainsi qu’il se constitua une collection remarquable de palettes signées. 
Il fut l'ami intime d'Honoré Daumier, à qui il achètera nombre de dessins, tout particulièrement entre 1865 et 1867. Daumier lui dédicacera l'un de ses tableaux en remerciement. Beugniet n'hésitera pas néanmoins à l'abandonner quand celui-ci, âgé et devenu aveugle, se retrouva dans des conditions matérielles difficiles.
Adolphe Beugniet, avec les années, influença fortement le goût de ses clients et les amena souvent à former des collections. Il s'est tôt spécialisé dans les peintures de paysage, bien qu'il eût peu de sympathie pour les réalistes. Il fut, avec Durand-Ruel, dont une des galeries se situait à côté de la sienne, et Georges Petit, l'un des principaux promoteurs de l'art moderne, notamment de quelques peintres impressionnistes.
En 1889, il remit sa galerie, située non loin de l'Hôtel Byron (n° 20-22), aujourd'hui détruit, à son fils Georges-Albert-Félix qui s'associera plus tard avec Jacques Paul Bonjean. Il présentera surtout des artistes comme Madeleine Lemaire, Degas et Pissarro. Ambroise Vollard nous en donne la description suivante : "A coté de Durand-Ruel on pouvait voir une petite boutique très achalandée : celle de Beugniet, que la production horticole de Mme Madeleine Lemaire faisait ressembler à un étalage de fleuriste. Il y en avait pour toutes les bourses, depuis le petit bouquet de violettes, ou les trois roses dans un cristal, jusqu'aux grands panneaux décoratifs.." 